# Igreja de São Jacinto
A Igreja de São Jacinto (em grego: Ἐκκλησία τοῦ Άγιος Υάκινθος; romaniz.: Ekklesia tou Agios Yakinthos) é uma igreja ortodoxa erigida em 1998 nas proximidades da vila de Anogeia, nas montanhas Psilorítis em Creta. Foi dedicada a Agios Yakinthos (São Jacinto), um santo ortodoxo equivalente ao católico São Valentim. Este santo tornou-se amplamente difundido em Creta depois que, em 1998, o cantor Loudovikos de Anogeia fundou a empresa sem fins-lucrativos Agios Yakinthos; este juntamente com os habitantes de Anogeia convenceram Anthimos, o bispo metropolitano de Retimno, que deveria ser erigida uma igreja em homenagem ao santo. Anthimos contatou o patriarca ecumênico Bartolomeu I que concordou com a proposta, mandando erigir a capela.
Este pequena igreja de pedra, projetada pelo arquiteto ateniense Stavros Vidalis, foi construída nos mesmos moldes dos mitata anogeios, edificações similares a cabanas de pedras, utilizadas como residências sazonais de pastores e como armazéns de queijos. Foi edificada a 1200 metros acima do nível do mar, a 12 km da cidade de Anogeia.